# Exarcado patriarcal de Irak
El exarcado patriarcal de Irak es una circunscripción eclesiástica de la Iglesia católica en Irak. Se trata de un exarcado patriarcal greco-melquita católico, inmediatamente sujeto al patriarca de Antioquía de los melquitas. Desde el 23 de junio de 2007 es sede vacante y su administrador patriarcal es el patriarca José I Absi.

## Territorio y organización
El exarcado patriarcal extiende su jurisdicción sobre los fieles católicos de rito bizantino melquita residentes en el territorio de Irak.
La sede del exarcado patriarcal encuentra en la ciudad de Bagdad, en donde se encuentra la Catedral de San Jorge, que es la única parroquia.

## Historia
A partir de la segunda mitad del siglo XVIII los cristianos melquitas comenzaron a establecerse en Irak, a quienes los misioneros latinos o el clero de otras Iglesias orientales aseguraron el servicio religioso.
El patriarca Máximo III Mazloum estableció el exarcado patriarcal de Irak el 17 de septiembre de 1838. El primer sacerdote católico greco-melquita que residió en Irak fue el padre Makarios Andraos, quien usó la iglesia sirio-católica. Sin embargo, fue solo con el archimandrita Maximos Hakim que la pequeña comunidad iraquí greco-melquita pudo tener su propia iglesia dedicada a San Jorge el 27 de abril de 1962. Esta fue bombardeada el 17 de octubre de 2003 durante la Segunda Guerra del Golfo y destruida por explosivos durante la noche del 16 de octubre de 2004. El 16 de julio de 2006 fue reinaugurada.
A partir de 2007 el propio patriarca asumió la responsabilidad directa del exarcado, cuyo servicio pastoral en la parroquia de Bagdad es realizado por un sacerdote de la misión redentorista.

## Estadísticas
Según el Anuario Pontificio 2021 el exarcado patriarcal tenía a fines de 2020 un total de 205 fieles bautizados.
| Año                                                                             | Población            | Población | Población      | Sacerdotes | Sacerdotes    | Sacerdotes    | Bautizados por sacerdote | Diáconos permanentes | Religiosos | Religiosos | Parroquias |
| Año                                                                             | Bautizados católicos | Total     | % de católicos | Total      | Clero secular | Clero regular | Bautizados por sacerdote | Diáconos permanentes | Varones    | Mujeres    | Parroquias |
| ------------------------------------------------------------------------------- | -------------------- | --------- | -------------- | ---------- | ------------- | ------------- | ------------------------ | -------------------- | ---------- | ---------- | ---------- |
| 2001                                                                            | 100                  | ?         | ?              | 1          | 1             |               | 100                      |                      |            |            | 1          |
| 2010                                                                            | 400                  | ?         | ?              | 3          | 2             | 1             | 133                      |                      | 1          |            | 1          |
| 2012                                                                            | 200                  | ?         | ?              |            |               |               |                          |                      |            |            | 1          |
| 2017                                                                            | 200                  | ?         | ?              |            |               |               |                          |                      |            |            | 1          |
| 2020                                                                            | 205                  | ?         | ?              |            |               |               |                          |                      |            |            | 1          |
| Fuente: Catholic-Hierarchy, que a su vez toma los datos del Anuario Pontificio. |                      |           |                |            |               |               |                          |                      |            |            |            |

## Episcopologio
- Macarios Andraos † (1838-1886 falleció)
- Romanos Kallab † (1886-1926 falleció)
- Maximos Hakim † (1926-1964 falleció)
- Isaiah Dakkak (1964-1971)
- Basilios Kanakry (1971-1978)
- Laurent Fayçal, B.S. (1979-1985 renunció)
- Nicholas Dagher (1986-1994 renunció)
- Georges El-Murr, B.C. † (1994-2004)[nota 1]
  - Sede administrada por el patriarca desde 2004
  - Gregorio III Laham (2004-6 de mayo de 2017)
  - José I Absi, desde el 21 de junio de 2017